# Agency (Missouri)
Agency é uma vila localizada no estado americano de Missouri, no Condado de Buchanan.

## Demografia
Segundo o censo americano de 2000, a sua população era de 599 habitantes.
Em 2006, foi estimada uma população de 590, um decréscimo de 9 (-1.5%).

## Geografia
De acordo com o United States Census Bureau tem uma área de
5,0 km², dos quais 5,0 km² cobertos por terra e 0,0 km² cobertos por água. Agency localiza-se a aproximadamente 281 m acima do nível do mar.

## Localidades na vizinhança
O diagrama seguinte representa as localidades num raio de 16 km ao redor de Agency.